# Estrellas Indebasquet del Distrito Federal
Las Estrellas Indebasquet del Distrito Federal fue un equipo que participó en la Liga Nacional de Baloncesto Profesional con sede en la Ciudad de México, México.

## Historia
El equipo se fundó en el año de 1988 con el nombre de “Estrellas de Oro”, conformado por un grupo de amigos cuyas edades oscilaban entre los 13 y 14 años, la mayoría de ellos estudiantes de la Secundaria Diurna # 40 Don Melchor Ocampo, todos oriundos de la Colonia Moctezuma. Empezaron a jugar en las canchas del Deportivo Moctezuma, un inicio difícil con muchas derrotas puesto que varios de los integrantes no sabían jugar muy bien, esto los motivó a aprender y a prepararse para así poder competir de tú a tú con los demás equipos que los superaban.
Poco a poco los logros fueron llegando, primero ganando juegos, después llegando a finales hasta convertirse en Campeones del Deportivo Moctezuma en la categoría de pasarela (15 años), esto les dio derecho a ser representantes del mismo deportivo a nivel distrital cuyo torneo era selectivo para el Campeonato Nacional de la Especialidad (pasarela).

### Primera participación y primer título conseguido
Sin tener mucha experiencia y con un equipo compacto sin mucha altura, pero sin duda con mucho corazón y con la idea de ser campeones la aventura iniciaba, enfrentamientos con equipos que tenían mayor experiencia en esta clase de torneos. Estrellas demostraba para que había nacido: para retos importantes y lo demostró en base al carácter de cada uno de los jugadores que conformaban al equipo. Lo que les faltaba de experiencia, estatura y talento lo suplían con lo más importante que debe de tener un jugador: corazón, garra y jugar como campeones. Así fue que, partido tras partido se conseguían triunfos y algunas derrotas. Todo esto los llevó a la final del torneo contra el equipo del IMSS Félix Azuela, en el Gimnasio del Deportivo Oceanía.
Considerada por muchos como suerte la llegada de Estrellas a la Final y contra un equipo del IMSS Félix Azuela con todo a favor puesto, era considerado la base de la Selección del Distrito Federal, el equipo de Estrellas se alzó con la gloria del triunfo al derrotarlos y conseguir su Primer Campeonato Distrital en la historia del equipo, con un apoyo muy importante de toda la banda del Deportivo Moctezuma que se unía (por primera vez) para formar una gran porra, animar y apoyar a Estrellas en todo momento hasta la obtención del Campeonato (una tarde sensacional).
Algo para recordar, el entrenador del IMSS Félix Azuela comentó al final del juego: "ante la cáscara no hay defensa"... externado así el porqué de su derrota.
Estrellas inicia una era importante dentro del básquetbol del Distrito Federal y sin imaginarse, con el paso del tiempo se convertirían en una institución forjadora de talentos.
Del equipo “Estrellas de Oro” nace el proyecto Indebasquet México A.C. (Integración y Desarrollo del Básquetbol en México), una institución que define su propósito en desarrollar talentos deportivos; jóvenes que enfoquen su proyecto de vida basado en la práctica de este deporte y en el estudio, con el objetivo de mantenerse alejados de todo tipo de vicios.
Indebasquet ya como institución establecida y registrada notarialmente en 1997, empieza a trascender de manera importante en el Distrito Federal por sus logros, y a nivel nacional ganando títulos en diferentes torneos y categorías.
Los logros y protagonismo del club lo han llevado a ser reconocido como una importante fuente de talentos, quienes son beneficiados con el otorgamiento de becas deportivas en las preparatorias y universidades más importantes del Distrito Federal y a nivel nacional.
En 1989 se empiezan a realizar campamentos estilo americano para desarrollar el talento de los jóvenes, como captar promesas para universidades. 
En 1990 consolidados, se forma el primer comité de entrenadores, que buscarían la finalidad de tener un estilo y un programa de entrenamiento para todas las categorías. 
En 1994 se logra obtener instalaciones techadas con la finalidad de preparar técnicamente a los jugadores, siendo un parteaguas en la delegación Venustiano Carranza. 
1997 tras el registro de integración y desarrollo del básquetbol en México, se logran patrocinios que permiten el trabajo de los entrenadores para enviar jugadores a universidades con un costo mínimo de un peso diario, y así contar con entrenadores calificados y torneos competitivos todo el año. 
En el 2000 tras crearse el registro del deporte de distrito federal obtenido bajo las cláusulas estipuladas por el gobierno, dando nota que desde entonces cubrimos con todos los patrones que impone el gobierno, la CONADE y la federación.
En el 2003 bajo el apoyo de la federación mexicana de baloncesto (FMB), se logra ser sede de los cursos del sistema de capacitación y certificación para entrenadores deportivos (SICCED).
Las Estrellas Indebasquet del Distrito Federal debutaron en el año 2008 en la LNBP para posteriormente desaparecer del circuito.